# 一条信能
一条 信能（いちじょう のぶよし、建久元年〈1190年〉 - 承久3年7月5日〈1221年7月25日〉）は、鎌倉時代初期の公卿。藤原北家頼宗流、権中納言・一条能保の次男。官位は従三位・参議、贈正三位。

## 経歴
後鳥羽院政期初頭の建久4年（1193年）に叙爵し、建久6年（1195年）侍従に任官。後鳥羽上皇に近臣の一人として仕える一方、元久2年（1205年）正五位下・左近衛少将、建永2年（1207年）従四位下、承元4年（1210年）従四位上、建暦元年（1211年）左近衛中将と、近衛次将を務めながら昇進を重ねる。建保7年（1219年）蔵人頭に任じられると、翌承久2年（1220年）参議に任ぜられ公卿に列した。
父・能保が源頼朝の妹婿であったため信能も鎌倉幕府と親しく、建保7年（1219年）1月の三代将軍・源実朝の右大臣拝賀に際して鎌倉に下向する。拝賀において実朝が暗殺されるが、その後も鎌倉に留まる信能に対して、後鳥羽上皇が解官を行うという風説が流れ、信能が北条政子に帰京すべきか否かを相談している。
しかし、帰京後に信能は上皇の側近の地位に復帰して、鎌倉幕府打倒の謀議に参加。畿内近国の武士には、かつての京都守護であった一条家の家人が多くいたため、信能は武士たちに対して京方に加勢するように働きかけたという。承久3年（1221年）の承久の乱においては京方の軍勢を率いて、兄弟の尊長とともに芋洗方面の守備に就いて幕府方を防ぐ。敗戦後は京へ戻ったが、6月24日に武家からの申請で京都守護に捕縛された。本来であれば、京で直ちに処刑されるべきところ、北条義時からの命令で遠山景朝に身柄を預けられ鎌倉へ護送される途中、7月5日に遠山景朝の領地である美濃国遠山荘の岩村に到着。8月14日に斬首される際に、「種々法門皆解脱、無過念仏往西方。上尽一形至十念。三念五念仏来迎。乃至一念無疑心」と三度繰り返して遂に斬首されたという。享年32。
昭和3年（1928年）正三位が贈位された。

## 供養地など
人々は信能を憐んで、処刑埋葬地に小祠を建てて霊を弔い、若宮社と称して供養を続けていた。
現在、岐阜県恵那市岩村町には『一条信能終焉の地』の史跡があり、また同地にある巖邨神社（岩村神社）は、信能の墓を弔うために建てられた若宮社という祠を発祥とする。
明治13年（1880年）に明治天皇が山梨・三重・京都への巡幸の際に中山道で近くを通った際に、侍従の片岡源馬を岩村へ派遣して一条信能の墓を視察させた。同日片岡侍従は多治見の行在所に至り複奏した。これにより三条実美により特旨をもって岐阜県に対し以下の文書と祭粢料の拾圓が贈られた。
岐阜縣　

「故一條宰相中将信能　承久ノ役王事ニ勤労シ　遂ニ身ヲ以テ国ニ殉ズ　其忠烈深ク　御追感被為在候　美濃国恵那郡岩村ノ内字相原ハ　墳墓ノ在ル所ニシテ　近ク御巡幸ノ途ニ接ス　因テ特旨ヲ以テ祭粢料金拾圓　下賜候條此旨相達候事」

明治十三年六月二十九日 太政大臣 三條實美
明治14年（1881年）それまで信能を祀っていた若宮社を巖邨神社（岩村神社）に改名した。
静岡県御殿場市の藍澤五卿神社は、承久の乱で処刑された一条信能・源有雅・葉室宗行・藤原光親・藤原範茂を祀っている。

## 官歴
『公卿補任』による。
- 建久4年（1193年） 正月26日：叙爵（太皇太后宮文治2年御給）
- 建久6年（1195年） 3月3日：侍従
- 建久7年（1196年） 正月6日：従五位上（七条院当年御給）
- 建久8年（1197年） 12月15日：復任（父）
- 正治元年（1199年） 3月23日：遠江介
- 元久2年（1205年） 4月20日：左近衛少将。12月6日：正五位下
- 建永元年（1206年） 正月13日：備後権介
- 建永2年（1207年） 正月5日：従四位下
- 承元4年（1210年） 正月14日：従四位上（殷富門院当年御給）
- 建暦元年（1211年） 正月18日：美濃介、左近衛中将。閏正月28日：中宮権亮（中宮・藤原立子）。8月16日：解官。12月：還任
- 建保元年（1213年） 12月14日：播磨守
- 建保2年（1214年） 正月5日：正四位下（中宮御給）
- 建保7年（1219年） 正月22日：蔵人頭（頭中将）
- 承久2年（1220年） 正月22日：参議、中将如元
- 承久3年（1221年） 正月7日：従三位（花山左大臣兼治承3年八幡賀茂行幸）。正月13日：備中権守。6月24日：武士申請。7月5日または8月14日：死罪（斬首於美濃国）

## 系譜
- 父：一条能保
- 母：江口の遊女（慈氏）
- 生母不詳の子女
  - 男子：一条忠俊